# Anna Admiraal
Anna Admiraal (getauft 16. Oktober 1652 in Amsterdam; begraben am 6. Juli 1690 ebenda) war eine niederländische Schauspielerin.

## Leben
Anna Admiraal wurde am 16. Oktober 1652 in Amsterdam getauft. Sie war die Tochter des Raddrehers Jan Thijssen Admiraal und Leisebet Dericks. Sie betrat 1678 die Bühne des Theaters in Amsterdam und heiratete vor 1681 den Schauspieler und Übersetzer Hermanus Koning (1648–1704), der dank dieser Ehe die Amsterdamer Staatsbürgerschaft erhielt. Aus der Ehe gingen mindestens zwei Töchter und zwei Söhne hervor. Einer der Söhne starb früh. Koning war viele Jahre lang als reisender Schauspieler tätig, war aber seit 1677 mit dem Amsterdamer Theater verbunden.
Anna Admiraal war keine begabte Schauspielerin und erhielt einen eher bescheidenen Auftrittslohn von 2,10 Gulden pro Vorstellung im Jahr 1680. Ihr Mann hingegen erhielt als Spitzenschauspieler das höchste Gehalt des Theaters. Das Ehepaar Koning-Admiraal besaß auch ein Café, das Royale Koffyhuys, im Papenbroeksteeg. Ihr Mann unternahm 1684 zusammen mit ihrem Bruder Daniël Jansz eine Messetour. Anna Admiraal, Hermanus Koning sowie mehrere andere Schauspieler wurden 1687 vom Theater Amsterdam entlassen, jedoch waren sie 1689 dort wieder beschäftigt. Anna Admiraal starb 1690 und wurde am 6. Juli in Amsterdam begraben. Ihr Mann heiratete 1694 erneut, und zwar die Gastwirtin Joanna Medou des Gasthauses De Munt.